# 1555
1555 (MDLV) a fost un an comun al calendarului iulian, care a început într-o zi de marți.

## Evenimente
- 25 septembrie: Dieta imperială adoptă Pacea Religioasă de la Augsburg, care garatează libertate religioasă și drept de proprietate pentru luterani.

### Nedatate
- Fondarea Companiei Muscovy, prima companie engleză cu capital colectiv.

## Nașteri
- dată necunoscută: François de Malherbe  (d. 1628)
- 21 aprilie: Ludovico Carracci  (d. 1619)
- 18 martie: François, Duce de Anjou duce francez (d. 1584)
- 1 august: Edward Kelley  (d. ?)
- 13 iunie: Giovanni Antonio Magini  (d. 1617)
- dată necunoscută: Ieremia Movilă domn al Moldovei (d. 1606)
- iulie: Henry Garnet  (d. 1606)
- 19 mai: Bogdan Lăpușneanu domnitor al Principatului Moldova (d. 1574)
- 23 decembrie: Mikuláš Dačický  (d. 1626)

## Decese
- 2 aprilie: Papa Iulius al III-lea  (n. 1487)
- 1 mai: Papa Marcel al II-lea  (n. 1501)
- 12 aprilie: Ioana de Castilia  (n. 1479)
- 21 noiembrie: Georgius Agricola  (n. 1494)
- 25 mai: Henric al II-lea de Navara  (n. 1503)
- 25 mai: Gemma Frisius  (n. 1508)
- 29 septembrie: Kara Ahmed Pașa  (n. ?)
- 8 august: Oronce Finé  (n. 1494)
- 10 iunie: Elisabeta a Danemarcei (1485-1555)  (n. 1485)